# 지경순 (유도인)
지경순(1975년 12월 28일~)은 조선민주주의인민공화국의 전직 유도 선수이다. 2000년 하계 올림픽에 참가했으며 아시안 게임에 2회 참가하여 2002년 아시안 게임에서 은메달을 획득했다.